# 皇家安德列治體育會
皇家安德列治體育會（Royal Sporting Club Anderlecht，縮寫 RSC Anderlecht 或者 RSCA），一般稱為安德列治，是一間位於比利時布鲁塞尔首都大区安德莱赫特的體育會，成立於1908年，最著名的分部為其在比甲聯賽參賽的足球隊。

## 簡史
安德列治是比利时最成功的足球勁旅之一，取得过5项欧洲赛事的冠军头衔，34次国内联赛冠军；主要奖项大多是在二战之后所获得的。
球队在比利时联赛中只有1952年和1973年两个赛未能进入联赛前5位。然而，他們在2020年和2023年打破慣例，分別以第8名和第11名完成賽季。
除了男子足球隊外，安德列治也有自己的女子足球隊、電競隊、橄欖球隊和五人足球隊，並曾經派出車隊參與超级联赛方程式賽事。

## 主要榮譽

### 本土賽事
- 比利時足球甲級聯賽:
  - 冠軍（34 次）:
    - 1946–47, 1948–49, 1949–50, 1950–51, 1953–54, 1954–55, 1955–56, 1958–59, 1961–62, 1963–64, 
1964–65, 1965–66, 1966–67, 1967–68, 1971–72, 1973–74, 1980–81, 1984–85, 1985–86, 1986–87, 
1990–91, 1992–93, 1993–94, 1994–95, 1999–00, 2000–01, 2003–04, 2005–06, 2006–07, 2009–10, 
2011–12, 2012–13, 2013–14, 2016–17

  - 亞軍（20 次）:
    - 1943–44, 1947–48, 1952–53, 1956–57, 1959–60, 1975–76, 1976–77, 1977–78, 1978–79, 1981–82, 
1982–83, 1983–84, 1988–89, 1989–90, 1991–92, 1995–96, 2002–03, 2004–05, 2007–08, 2008–09

- 比利時足球乙級聯賽:
  - 冠軍（2 次）:
    - 1923–24, 1934–35

  - 亞軍（3 次）:
    - 1926–27, 1928–29, 1931–32

- 比利時盃:
  - 冠軍（9 次）:
    - 1964–65, 1971–72, 1972–73, 1974–75, 1975–76, 1987–88, 1988–89, 1993–94, 2007–08

  - 亞軍（6 次）:
    - 1965–66, 1976–77, 1996–97, 2014–15, 2021–22, 2024–25

- 比利時聯賽盃:
  - 冠軍（1 次）:
    - 1999–2000

- 比利時超級盃:
  - 冠軍（7 次）:
    - 1985, 1987, 1993, 1995, 2000, 2001, 2006

  - 亞軍（6 次）:
    - 1981, 1986, 1988, 1991, 1994, 2004

### 歐洲賽事
- 歐洲盃賽冠軍盃:
  - 冠軍（2 次）:
    - 1975–76, 1977–78

  - 亞軍（2 次）:
    - 1976–77, 1989–90

- 歐洲足協盃:
  - 冠軍（1 次）:
    - 1982–83

  - 亞軍（2 次）:
    - 1969–70, 1983–84

- 歐洲超級盃:
  - 冠軍（2 次）:
    - 1975–76, 1977–78

## 球员名单（2024/25）
1. 粗體字為新加盟球員（包括先借後買斷）
2. 2024年夏季轉會窗（英语：List of English football transfers summer 2024）：6月15日-9月6日

### 現役球員
註釋：國旗表示球員在國際足聯資格規則定義的國家隊。球員可能擁有一個以上非國際足聯國籍。
| 號碼 |          | 位置 | 球員                                        |
| ---- | -------- | ---- | ------------------------------------------- |
| 4    | 塞尔维亚 | 后卫 | 揚-卡羅·西米奇（Jan-Carlo Simić）           |
| 5    | 塞内加尔 | 后卫 | 穆薩·恩迪亞耶（Moussa N'Diaye）             |
| 6    | 瑞典     | 后卫 | 路德維希·奧古斯廷森（Ludwig Augustinsson）  |
| 7    | 比利时   | 前锋 | 弗兰西斯·阿姆祖（Francis Amuzu）            |
| 8    | 法國     | 中场 | 亞歷克西·弗利普斯（Alexis Flips）           |
| 10   | 比利时   | 中场 | 亚里·费尔斯哈伦（Yari Verschaeren）         |
| 11   | 比利时   | 前锋 | 托尔冈·阿扎尔（Thorgan Hazard）             |
| 12   | 丹麦     | 前锋 | 卡斯柏·杜貝治（Kasper Dolberg）             |
| 13   | 丹麦     | 后卫 | 馬迪亞斯·佐真遜（Mathias Jørgensen, Zanka） |
| 14   | 比利时   | 后卫 | 扬·费尔通亨（Jan Vertonghen）               |
| 16   | 丹麦     | 门将 | 麥茲·基肯博格（Mads Kikkenborg）            |
| 17   | 比利时   | 中场 | 西奧·里安尼（Théo Leoni）                   |
| 18   | 加纳     | 中场 | 马吉德·亚希梅鲁（Majeed Ashimeru）          |

| 號碼 |          | 位置 | 球員                                      |
| ---- | -------- | ---- | ----------------------------------------- |
| 20   | 阿根廷   | 前锋 | 路易斯·瓦茲奎茲（Luis Vázquez）           |
| 21   | 几内亚   | 中场 | 阿馬度·迪亞華拉（Amadou Diawara）         |
| 22   | 比利时   | 后卫 | 路易斯·派崔絲（Louis Patris）             |
| 23   | 比利时   | 中场 | 馬茨·里茨（Mats Rits）                    |
| 25   | 比利时   | 后卫 | 托馬斯·福科特（Thomas Foket）             |
| 26   | 比利时   | 门将 | 科林·库塞曼斯（Colin Coosemans）          |
| 29   | 比利时   | 中场 | 馬里奧·斯特羅伊肯斯（Mario Stroeykens）   |
| 32   | 厄瓜多尔 | 前锋 | 尼尔森·安古罗（Nilson Angulo）            |
| 36   | 丹麦     | 前锋 | 安德斯·德雷爾（Anders Dreyer）            |
| 54   | 比利时   | 后卫 | 基连·萨德拉（Killian Sardella）           |
| 55   | 比利时   | 后卫 | 马科·卡娜（Marco Kana）                   |
| 61   | 挪威     | 中场 | 克里斯蒂安·阿恩斯塔德（Kristian Arnstad） |
| --   | 奈及利亞 | 中场 | 伊沙克·阿卜杜拉扎克（Ishaq Abdulrazak）   |
| --   | 比利时   | 中场 | （Leander Dendoncker）                    |

### 外借球員
註釋：國旗表示球員在國際足聯資格規則定義的國家隊。球員可能擁有一個以上非國際足聯國籍。
| 號碼 |  | 位置 | 球員 |
| ---- |  | ---- | ---- |